# David Brooks (periodista)
David Brooks (Toronto, 11 de agosto de 1961) es un periodista y columnista canadiense-estadounidense especializado en política. Escribe en el New York Times y en la PBS NewsHour. En el pasado se desempeñó como editorialista y crítico de cine en el Washington Times; periodista y editorialista en The Wall Street Journal; editor en The Weekly Standard desde su fundación y columnista en La Jornada. Realizó contribuciones en Newsweek y The Atlantic Monthly, y fue comentarista en la National Public Radio, donde es invitado con regularidad a varios programas de varias estaciones afiliadas como la WGBH de Boston, la WNYC de Nueva York, la WAMU de Washington y otras.
Además, es el creador de The Vincent van Gogh Gallery, un catálogo razonado en línea de todas las obras de Van Gogh, lanzado por primera vez en 1996. Esta base de datos relacional con sus obras completas (el otro departamento de investigación es el Van Gogh Museum de Ámsterdam), resulta un valioso recurso para estudiosos y aficionados del pintor. Comisarió la exposición Van Gogh: My Dream Exhibition, en el Beurs van Berlage (antigua bolsa de valores) en Ámsterdam, donde muchas de las obras de arte fueron restauradas digitalmente para mostrar, tras años de desvanecimiento y decoloración, el color original de las pinturas.

## Shields & Brooks
David Brooks hace dupla con Mark Shields, cada viernes en la PBS NewsHour, hablando de las noticias de la semana, junto a Judy Woodruff, presentadora del informativo. Regularmente aparecen en eventos de índole político, como las elecciones. A veces, cuando Judy se ausenta o está en misión, el hindú Hari Sreenivasan, presentador de la NewsHour Weekend y corresponsal semanal en el programa, hace de sucesor.[cita requerida]

## Dataísmo
«Si me pidieran describir la filosofía al alza de hoy en día, yo diría que es el dataísmo», escribió David Brooks en el New York Times en febrero de 2013. Brooks argumentaba que, en un mundo con cada vez mayor complejidad, confiar en los datos puede reducir los sesgos cognitivos y "alumbrar patrones de comportamiento que todavía no hubiéramos percibido".